# رنگینک آبی‌رنگ
رنگینک آبی‌رنگ (نام علمی: Chiroxiphia caudata) نام یک گونه از سرده رنگینک‌های رقاص است.